# Istidina decarbossilasi
L'istidina decarbossilasi è un enzima che catalizza la reazione che, partendo dall'istidina, porta alla produzione dell'istamina utilizzando la vitamina B6 come cofattore.

Reazione catalizzata dall'istidina decarbossilasi